# Fray Mamerto Esquiú
Fray Mamerto Esquiú is een departement in de Argentijnse provincie Catamarca. Het departement (Spaans:  departamento) heeft een oppervlakte van 280 km² en telt 10.658 inwoners.

## Plaatsen in departement Fray Mamerto Esquiú
- Agua Colorada
- Capilla del Rosario
- Club Caza y Pesca
- Collagasta
- El Hueco
- Fray Mamerto Esquiú
- La Carrera
- La Falda de San Antonio
- La Tercena
- La Tercera
- Payahuaico
- Pomancillo Este
- Pomancillo Oeste
- Quebrada El Cura
- San Antonio
- San José
- Villa Las Pirquitas